# 圣奥斯定广场

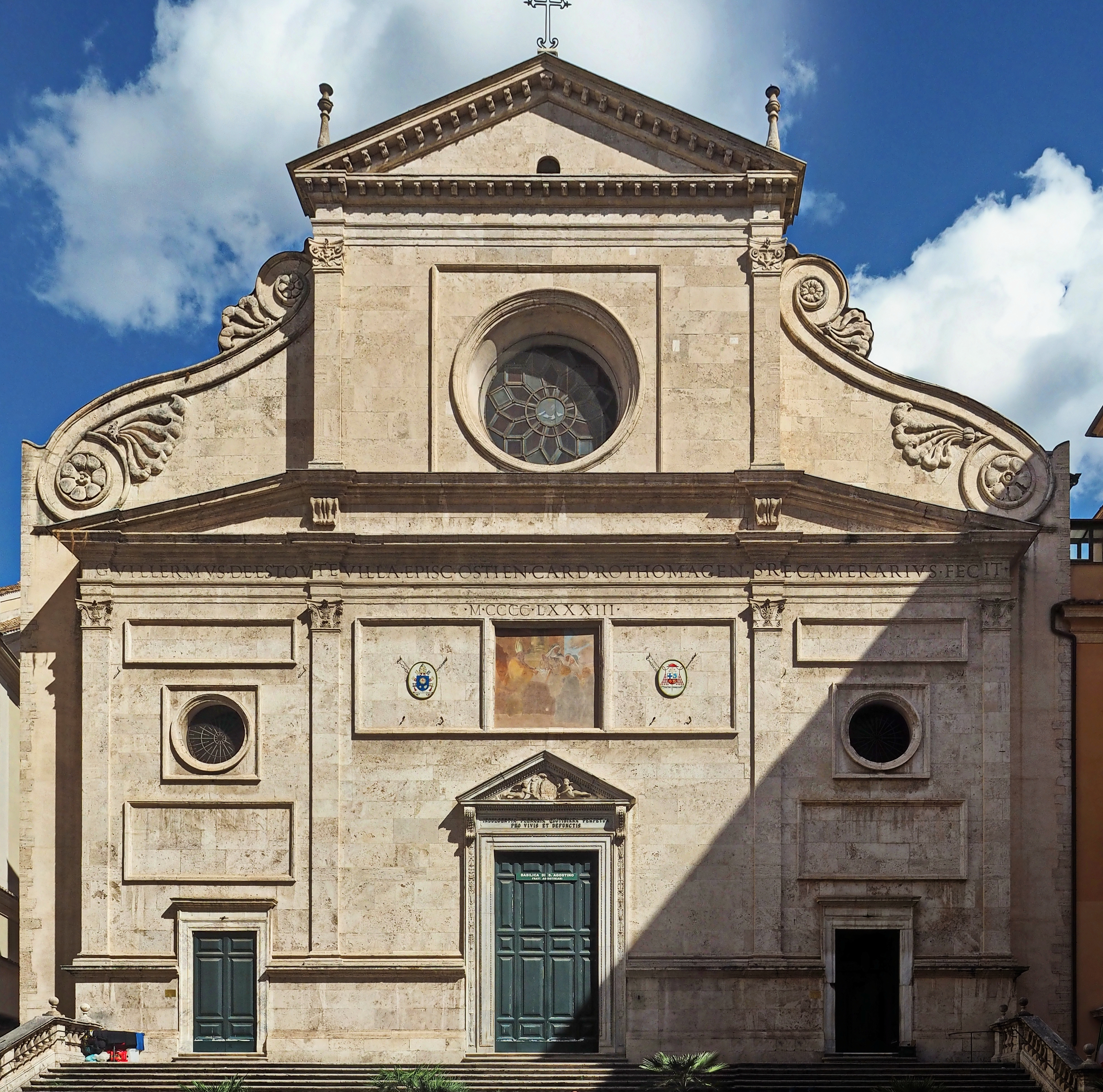
圣奥斯定圣殿

圣奥斯定广场（意大利语：Piazza Sant'Agostino）是意大利罗马市中心的一个广场, 靠近纳沃纳广场（piazza Navona）, 它的名字来自广场上的文艺复兴教堂圣奥斯定圣殿。

## 景点
- 圣奥斯定圣殿（Basilica di Sant'Agostino in Campo Marzio）
- 安吉利卡图书馆（Biblioteca Angelica）